# چوم‌اوغلو (صندوق‌لی)
چوم‌اوغلو (به ترکی استانبولی: Çomoğlu) یک منطقهٔ مسکونی در ترکیه است که در صندوق‌لی واقع شده‌است.